# Pallenis spinosa
Pallenis spinosa (L.) Cass. es una especie planta fanerógama de la familia de las asteráceas. Tiene una distribución mediterránea.

## Descripción
Es una planta de crecimiento anual. Aparece en caminos, cunetas, campos, herbazales subnitrófilos y, menos frecuentemente, en roquedos y pedregales, llegando incluso a ser francamente saxicola. Ha sido descrita por muchos autores como de unos 60-70 cm. Hay pubescencias prácticamente en toda la planta, muy finas y largas, de 1 o 2 cm. El tallo es erecto, de color rosado al final y termina en una flor de color amarillo. Estas cabezuelas florales tienen unos 2,5 cm de ancho y son solitarias. El Involucro es de 2 capas. Las brácteas involucrales exteriores están extendidas en forma de estrella, similares a las hojas, lanceoladas, de 1,5-3,5 cm de largo, punzantes, y las interiores mucho más pequeñas, ovaladas, normalmente con la punta verde.  Hay 2 hileras de lígulas , femeninas, amarillas, a las que sobrepasan las brácteas involucrales exteriores. Los flósculos son amarillos anaranjados, hermafroditas. Las hojas son lanceoladas, alternas, vellosas, las inferiores pecioladas, estrechamente elípticas, de hasta 7,5 cm de largo, con las superiores lanceoladas, sésiles, semiabrazadoras, de hasta 4 cm de largo, de punta punzante. El receptáculo tiene escamas muy parecidas a las brácteas más internas, pero no vellosas; son de contorno cuadrangular, terminado en forma de paréntesis con punta aguda, y con una costilla longitudinal mediana de perfil triangular en la cara externa. Los frutos son cipselas que tienen unos 2mm de largo: los externos son subcirculares, alados, sin velo y con una corona de pelos escamoides cortos en una cresta plana; de manera centrípeta, pasan a tener forma más oblonga, subalada y vellosa, llegando en el centro a ser alargados, vellosos y sin alas. Todos los tipos son comprimidos.

## Taxonomía
Pallenis spinosa fue descrita primero como Buphthalmum spinosum por Carlos Linneo  que lo publicó en Species Plantarum, vol. 2, p. 904 , 1753 y posteriormente atribuido al género Pallenis por Alexandre Henri Gabriel de Cassini y publicado en Dictionnaire des Sciences Naturelles, 37, 1825.
Subespecies
- Pallenis spinosa subsp. microcephala (Halácsy) Rech.f.

Sinonimia
- Asteriscus spinosus  (L.) Sch.Bip.
- Bubonium spinosum (L.) Samp.
- Buphthalmum spinosum L. - basiónimo
- Pallenis croatica Graebn.
- Pallenis spinosa subsp. aurea (Pomel) Nyman
- Pallenis spinosa subsp. spinosa (L.) Cass.

## Nombres vernáculos

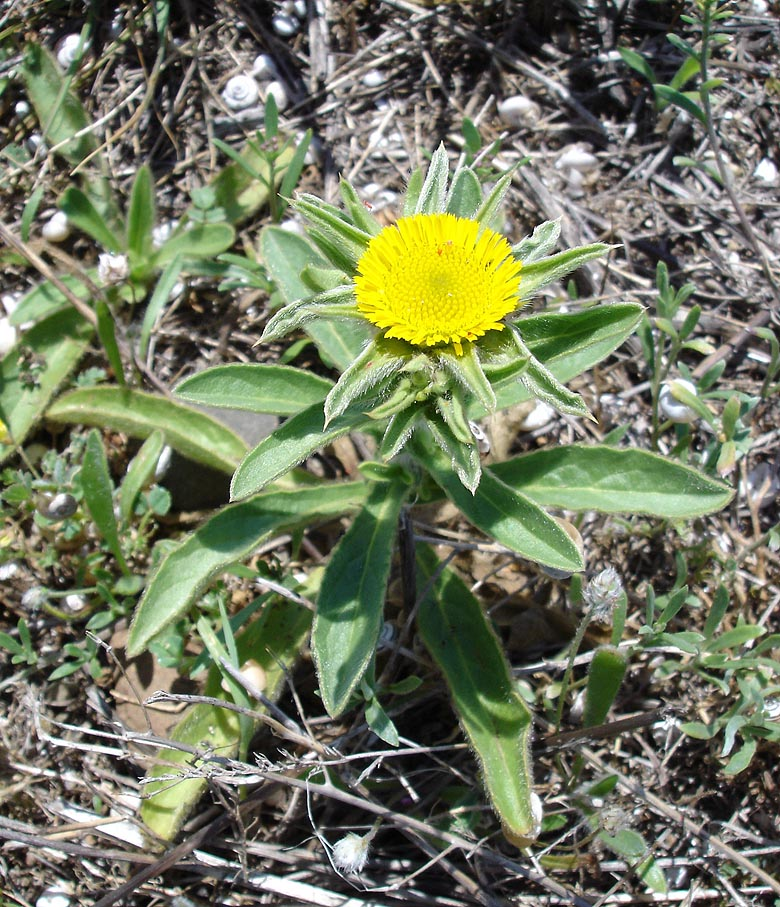

- Castellano:  amelos duros, árnica, árnica de secano, asterisco, castañuela, cebadilla, cevadilla, estrellada, estrellada espinosa, falsa árnica, inguinaria, madre e hija, malhijo, mata del reloj, mirra, ojo boyal, ojo de buey, padres e hijos, pampilosa de espinas, patagallo,  pincho, pincho amarillo, pincho cuco, pincho de las diarreas, uña de gato.[2]

En cursiva los más extendidos/corrientes.